# 新神戸オリエンタルシティ
新神戸オリエンタルシティ（しんこうべオリエンタルシティ）は、兵庫県神戸市中央区・新神戸にある複合商業施設である。
地上37階・地下3階建てで、下層階のショッピングセンター「コトノハコ神戸」および劇場の「AiiA 2.5 Theater Kobe」、上層階のホテル「ANAクラウンプラザホテル神戸」で構成されている。
1988年開業。元はダイエーグループの施設であったが、同社の経営再建の過程で売却された。

## 歴史

### コンベンション用都市ホテル構想の始まり
1981年（昭和56年）3月14日、ポートアイランドに新病院が開院した神戸市立中央市民病院の跡地を再開発するに当たり、同年秋の「元中央市民病院跡地処分先選考委員会」がホテルなどの複合施設を建設する方針を決定した。1982年（昭和57年）1月に神戸市が公募で売り出すことを発表。大林組やヒルトンなど41社が説明会に参加したが、神戸市が「神戸の陸の玄関にふさわしい多目的機能を備えたハイグレードな都市ホテルを、ユニバーシアード神戸大会前の1985年（昭和60年）春までに開業する」という条件を設定。同年3月末の締切までにダイエー1社だけが公募に申込み、委員会の選定を経てダイエーへ約112億2000万円で譲渡された。
公募時に提出されていた建設計画案は下記の5点で、神戸市の「コンベンションシティ」構想を全面的に取り入れたものであった。
- 約1000室の客室を持つ大規模シティホテル[7]。
- 当時西日本最大となる約3000人収容のコンベンションホール[7]。
- 地域発展の核となる施設[7]。
- 海外客の集客[7]。
- モータリゼーションへの対応[7]。

1982年（昭和57年）10月20日にはダイエーが100％出資する「（初代）株式会社神戸セントラル開発」が設立され、事業化に乗り出した。1983年（昭和58年）初めの時点では、地下6階・地上31階建ての建物に、前述の規模のホテルやコンベンションホールのほか、展示場、多目的市民ホール、スポーツ施設、商業施設、文化施設、娯楽施設などを併設した施設を計画していた。
ところがこの計画に対抗して、オリエンタルホテルがメリケンパークに高層ホテルを建設する計画を打ち出し（1995年・平成7年7月15日に開業）、ダイエーの創業者である中内㓛の弟・中内力が経営する神戸ポートピアホテルも新館の建設構想を表明した。この流れを受け、1985年（昭和60年）にダイエーと神戸ポートピアホテルが各20％を出資し、両社のグループ企業が45％、関西財界の他社が15％を出資するホテルの運営会社を設立して、共同経営することとなった。この時点では、現行と同じ地上37階・地下3階建ての建物に、客室数約700室のホテルと商業施設などを併設した施設を建設する構想であった。

### 新神戸オリエンタルシティの開業

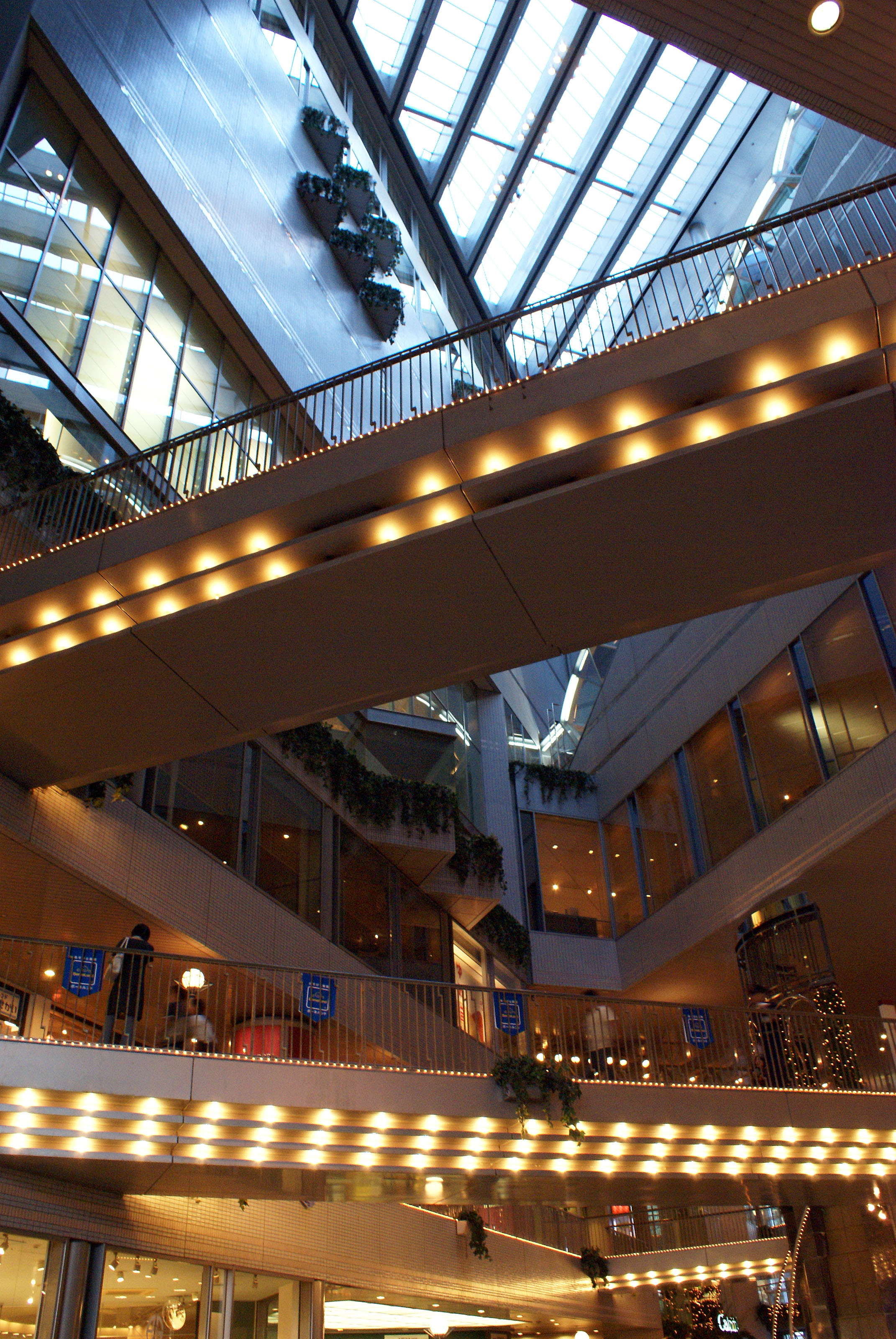
「新神戸OPA」時代の2階吹き抜け

竹中工務店の設計・施工で1986年（昭和61年）3月に着工し、1988年（昭和63年）9月に竣工。下層階の商業施設は同月23日に「新神戸オリエンタルパークアベニュー・ŌPA」として、上層階のホテルは同月29日に「新神戸オリエンタルホテル」としてそれぞれ開業。翌月10月5日の「新神戸オリエンタル劇場」の開場をもって全面開業した。
1995年（平成7年）9月1日に株式会社十字屋が株式会社ダイエー・アゴラを吸収合併し、同社の運営する「新神戸OPA」となった。

### 震災とダイエーグループ再編
1995年（平成7年）1月17日には阪神・淡路大震災が発生。「新神戸OPA」は震災翌日から一部店舗の営業を再開し、同月27日から神戸市内のダイエーグループ大型店として最初に通常営業を再開した。
ダイエーの保有していた（初代）株式会社神戸セントラル開発の株式が中内㓛のファミリー企業の株式会社サカエに譲渡され、同社が75％を保有するようになったことから、（初代）株式会社神戸セントラル開発は中内家のファミリー企業となった。そして、1997年（平成9年）12月17日には商号を変更して株式会社ダイエーホールディングコーポレーション (DHC)となり、ダイエーやローソンなどから株式を取得して40社を傘下に置く持ち株会社となった。
1998年（平成10年）11月1日に（2代目）株式会社神戸セントラル開発は株式会社ツインドームシティと合併して株式会社福岡ドームとなった。

### ダイエーグループからの譲渡後
2002年（平成14年）に「新神戸OPA」は閉店し、「新神戸オリエンタルアベニュー」としてリニューアルされた（現在でも地元を中心に「新神戸OPA」と呼ばれることもある）。この間にはまだ「新神戸オリエンタルホテル」と「新神戸オリエンタル劇場」は長期休業することなく営業継続されていた。

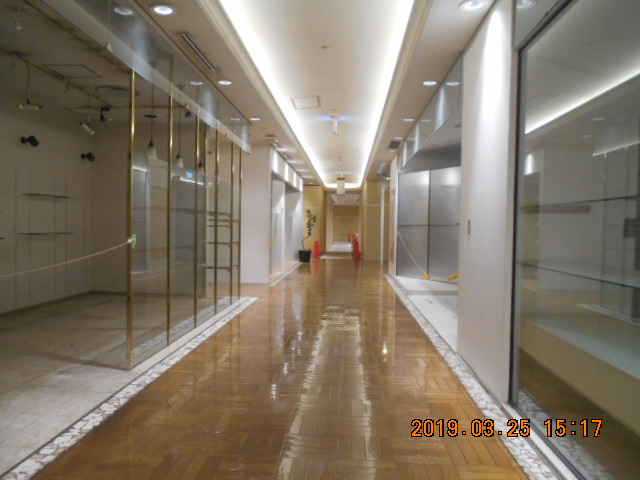
「新神戸オリエンタルアベニュー」1階の様子（2019年3月撮影）

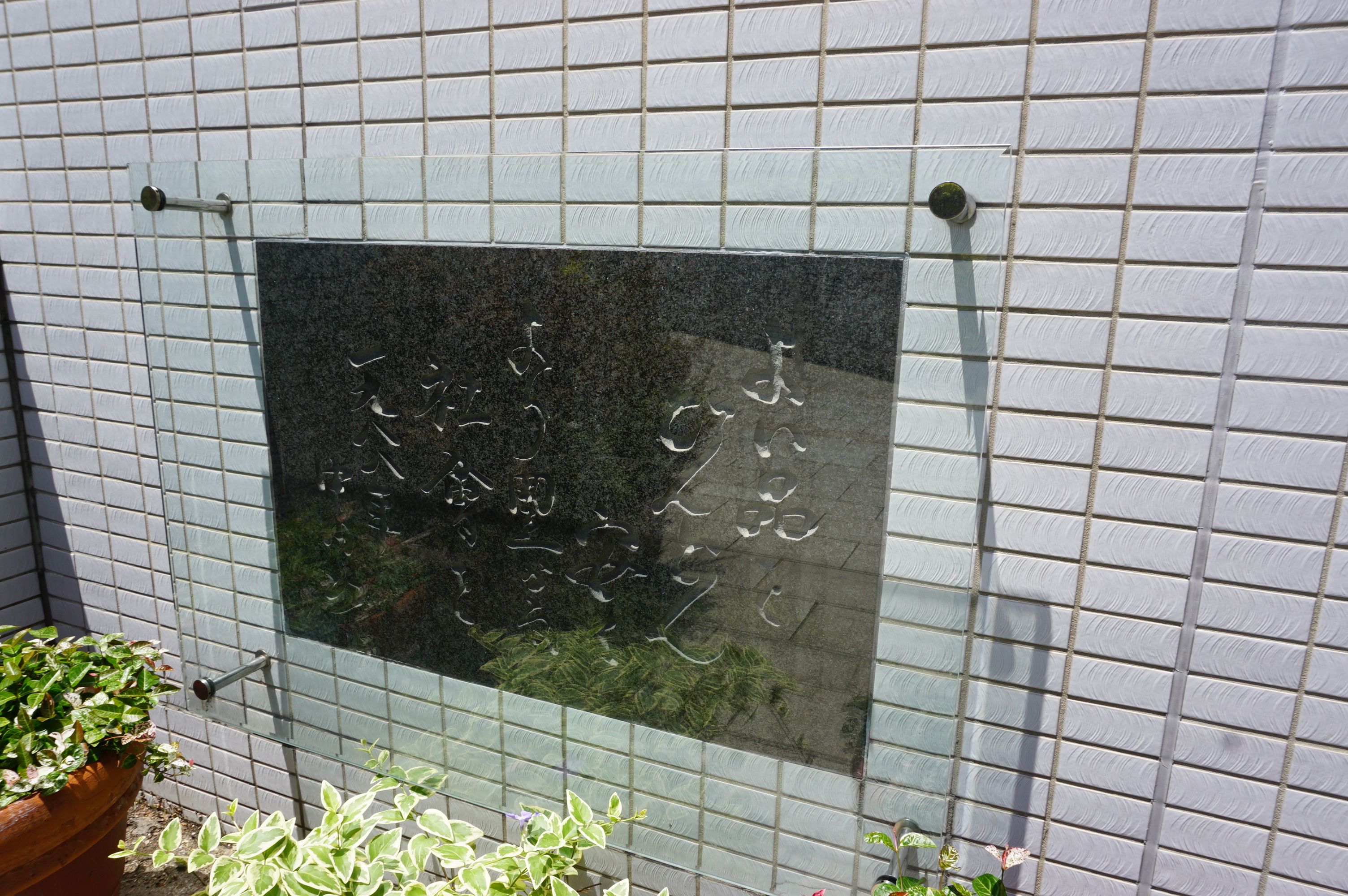
中内㓛の直筆による「よい品をどんどん安く…」の石碑

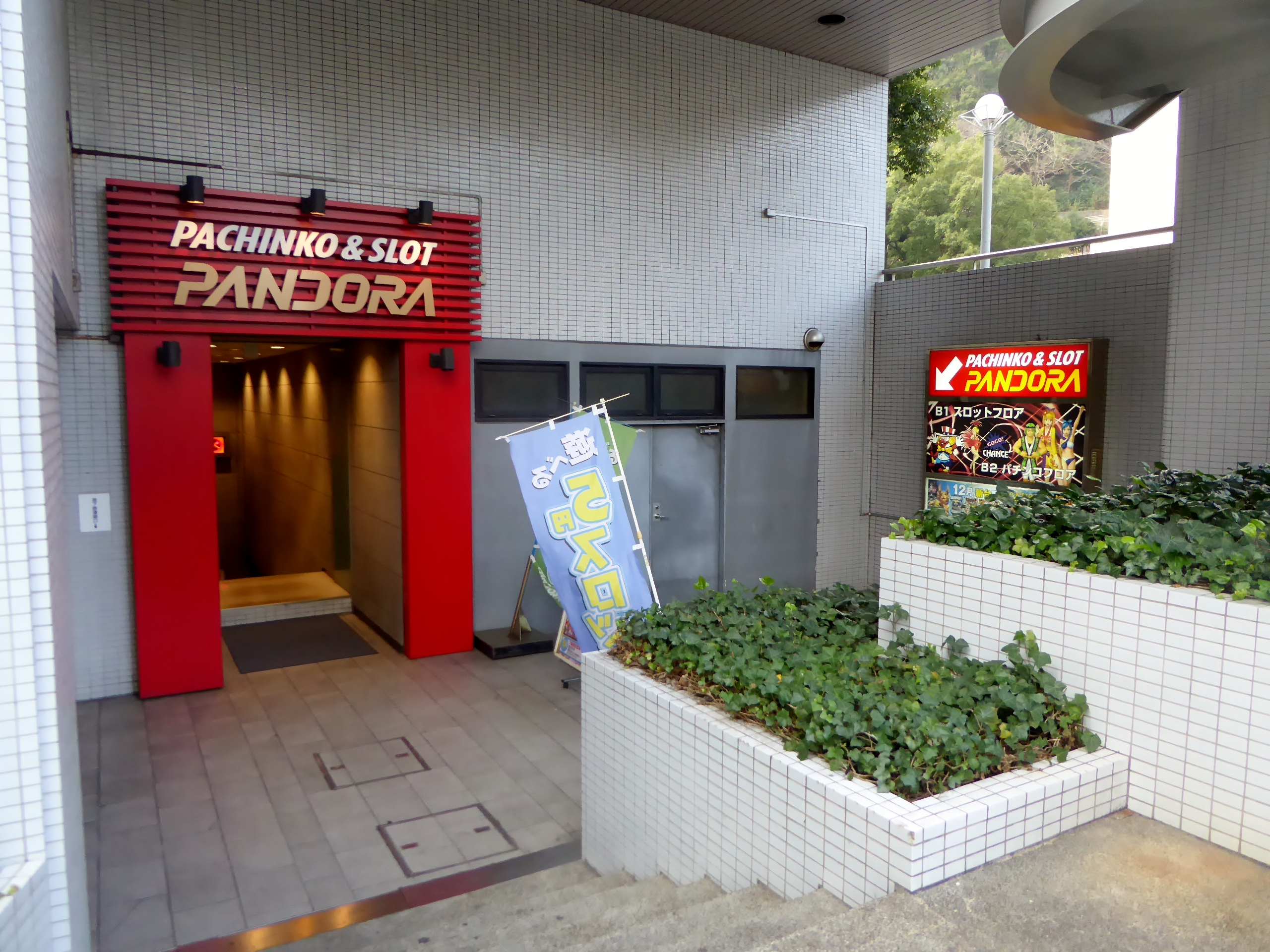
新神戸オリエンタルアベニューの一角にあったパチンコ店、パンドラ新神戸オーパ店

2003年（平成15年）12月2日には「新神戸オリエンタルシティ·C3」がアメリカのモルガン・スタンレーに譲渡する契約を締結し、2004年（平成16年）に譲渡された。モルガン・スタンレーへの売却後、施設を運営する新法人として「新神戸オリエンタルホテル」が設立され、全面改装が行われた。
2005年（平成17年）2月期には施設を管理していた株式会社福岡ダイエーリアルエステートが清算され、2006年（平成18年）2月期には運営会社の新神戸開発株式会社も清算された。なお、ダイエーホールディングコーポレーションも2002年に、株式会社福岡ドームも2005年に清算されている。
2019年（令和元年）7月4日に「コトノハコ神戸」としてリニューアルし、医療モールや土産物店などがオープンした。
リニューアル時から運営管理はJLLリテールマネジメント（開業当時はJLLモールマネジメント）が行っている。

## コトノハコ神戸
新神戸オリエンタルシティの開業と同時に「新神戸オリエンタルパークアベニュー・ŌPA」として開業した、地下3階から地上3階までの低層階で営業しているショッピングセンター。
傾斜地に建設されたことを活用して2階を除く全フロアに出入口があり、横丁や路地・ブリッジなどを配して迷宮的な空間を持つことで、開業当時は「何度も訪れても新たな発見があるショッピングセンター」を目指していた。
開業時には新ブランドの実験店を数多く導入し、ディスコやライブハウスなどの夜型の施設も導入して一部24時間営業で開業した。また、開業時点ではフロアごとにコンセプトが決められており、地下3階が「食を見る楽しみ」、地下2階が「タイム」と称する個人のライフスタイル提案、地下1階が新しさ、地上1階がパリのエスプリ、地上2階は「新神戸オリエンタル劇場」の表玄関があることから「アライブ」をコンセプトに活気あるアメリカ、地上3階は江戸（日本）の街並みをイメージした内装とした。
地下3階で神戸市営地下鉄（西神・山手線および北神線）新神戸駅と接続し、隣接する山陽新幹線新神戸駅とは3階で結ばれていることから、交通の便の良さをセールスポイントの一つにしている。しかし繁華街の三宮に近く、地下鉄を利用して1駅で行けることから、開業当初から物販店は苦戦することになった。
そのため1991年（平成3年）7月3日に地下3階の飲食店街を改装して新装開業し、その一角に同月6日にダイエー子会社のダイエーレジャーランドが運営するアミューズメント施設「アメリカンサーカス」を開設するなどのリニューアルが行われた。また、1995年10月5日には地下1階・地下2階のディスコ跡に当時ダイエーグループだったパチンコ店の「パンドラ 新神戸オーパ店」が開店した。
2002年（平成14年）の「新神戸オリエンタルアベニュー」を経て、2019年（令和元年）7月4日に「コトノハコ神戸」として新装開店した。
2025年（令和7年）現在、かつてディスコやパチンコ店が入居していた地下1階と地下2階は閉鎖されている（地下1階には企業のオフィスが入居しているが、一般の立ち入りはできない）。他のフロアも1階と2階を中心に多くの区画に店舗が入居しておらず、地下鉄新神戸駅の改札口からアクセスできる地下3階も改札口寄りの区画（かつての飲食店街）に店舗がなく、単なる駅との連絡通路と化している状態である。ダイエーにゆかりがある施設とあって、地下3階には現在も同社が運営するグルメシティが出店しており、「新神戸オリエンタルパークアベニュー・ŌPA」の開業当時にはグルメショップ「メルカートス」として営業していた。また3階の飲食店では、前述の江戸の街並みをイメージした外観の店舗も残っている。
1階の神戸布引ロープウェイ乗り場への通路入口脇の外壁には、ダイエー創業者の中内㓛の直筆による「よい品を どんどん 安く より豊かな 社會を」という同社の企業理念を記した石碑が設置されている。

## AiiA 2.5 Theater Kobe

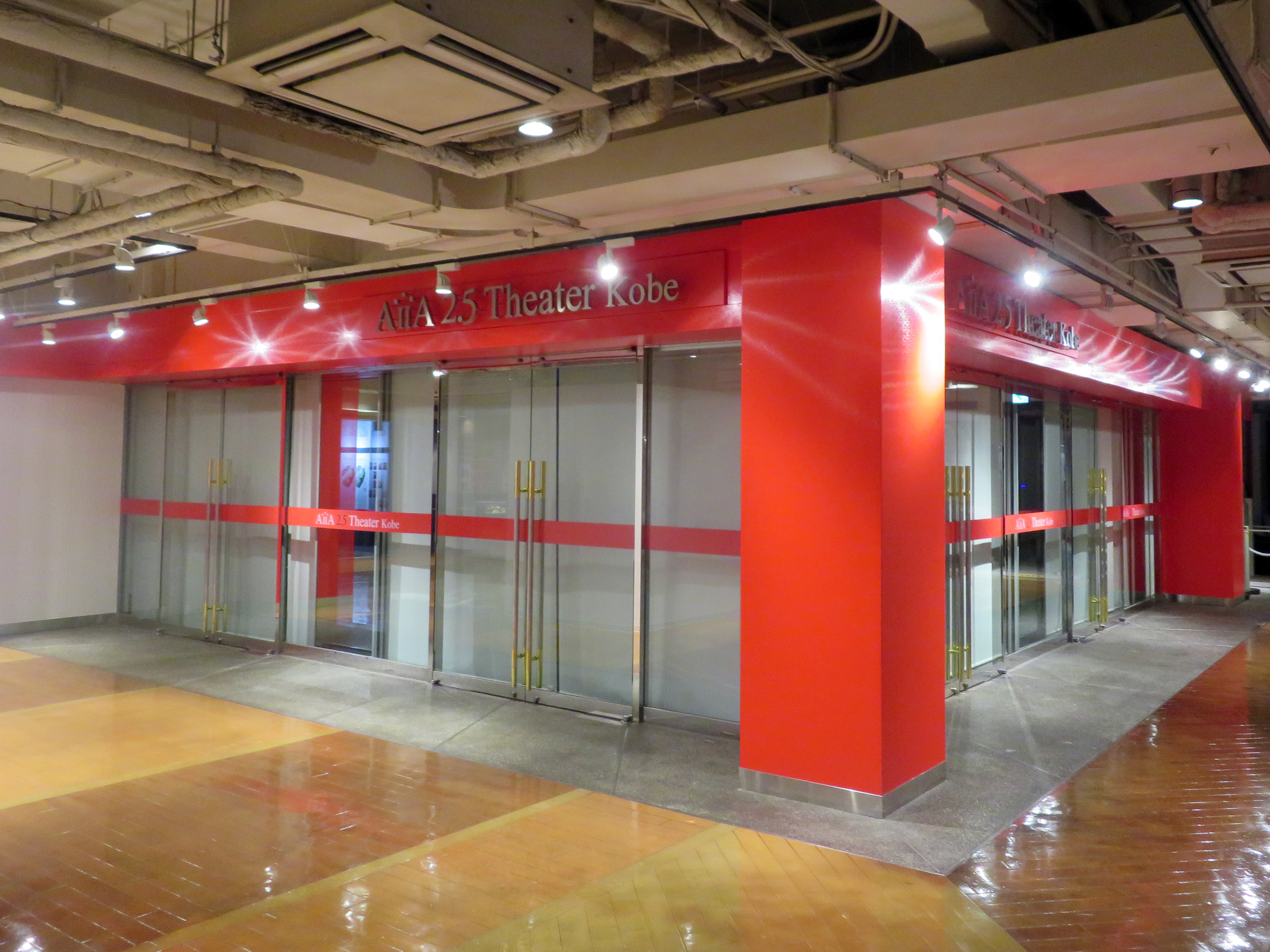
AiiA 2.5 Theater Kobeの入口

新神戸オリエンタルシティ開業時に、「新神戸オリエンタル劇場」として地下2階から地上4階までに、ヨーロッパのオペラハウスを模した馬蹄形の劇場として開設された。
表玄関は地上2階部分にあり、開業当初は「神戸発のオリジナル作品の上演」を掲げて公演を行っていた。
阪神・淡路大震災後には、従来の会場だった神戸文化ホールが使用不能になったことから、日本生命保険が小学生を招待するミュージカル「ニッセイ名作劇場」の会場としても利用された。
2009年（平成21年）9月より、キョードー東京の関連会社である「株式会社キョードーファクトリー」へ運営が移る。また同年にはわかぎゑふが劇場の芸術監督に就任し、就任記念公演「ジョアンナ」では脚本・演出を務めた。2010年7月には円広志が劇場の音楽アドバイザーに就任し、劇場で行われる音楽公演の企画プロデュースやプロモーションなどに携わった。
2018年（平成30年）12月をもって閉館した。閉館の翌年に後に女性向けアパレルブランドとパズルゲーム雑誌出版を展開する会社「アイア」が運営を引き継ぎ、2019年（令和元年）7月4日に2.5次元ミュージカル専用劇場「AiiA 2.5 Theater Kobe」として新装開館した。2018年（平成30年）12月末に閉館した「AiiA 2.5 Theater Tokyo」の後継劇場となる。

## ANAクラウンプラザホテル神戸
新神戸オリエンタルシティ開業と同時に「新神戸オリエンタルホテル」として上層階部分に開業。
開業時には600室の客室と10軒の飲食店のほか、神戸市の「コンベンションシティ」構想に対応して、24室合計3,816m2の宴会場を設けていた。
2004年にオリエンタルホテル経営母体のダイエーがオリエンタルシティの不動産をモルガン・スタンレーへ売却して、2005年（平成17年）9月にモルガン・スタンレーが設立したパノラマ・ホスピタリティが設立され、2006年（平成18年）にインターコンチネンタルホテルズのブランドである「クラウンプラザ」の名を冠した「クラウンプラザ神戸」へ改称した。その後、2009年（平成21年）9月にタイのシャロエン・コーポレーションへ不動産が売却され、売却に伴ってIHG・ANA・ホテルズグループジャパン（当時はIHG-ANA）による運営へ切り替えられ、2010年（平成22年）1月20日付で「ANAクラウンプラザホテル神戸」へ改称した。
当ビルにある22台のエレベーターのうち4台は当ホテル専用のエレベーターとなっている。

## 当施設がロケ地となった作品
- 1989年の東映映画『べっぴんの町』に、オープニング・本編を含めて随所に開業直後の当施設の建物が登場する。[要出典]
- 2000年の『24時間テレビ 「愛は地球を救う」』の神戸地区の募金会場として当施設が使用された。[要出典]

#### 広報資料・プレスリリースなど一次資料
1. ↑  『第55期 有価証券報告書』 ダイエー、2006年5月25日。p.53